# Asselbergs en Nachenius
Asselbergs en Nachenius of Rotodyne Asselbergs is een oorspronkelijk in Teteringen gevestigd Nederlands installatiebedrijf en machinefabriek, opgericht als stooktechnisch adviesbureau. Het bedrijf werd in 1909 verplaatst naar Breda, circa 2005  overgeplaatst naar Nieuwegein en 2012 naar Venray, waar het onder de naam Rotodyne Asselbergs gespecialiseerd is in ventilatoren in maatwerk.  

## Beginperiode
De oorsprong ligt bij twee jonge chemici tevens de naamgevers van het bedrijf, C M Asselbergs en J B Nachenius. Dezen waren beiden werkzaam bij de suikerfabriek Wittouck en ontwikkelden een stooksysteem voor stoomketels dat beter rendement opleverde en het gebruik van magerfijnkool mogelijk maakte. De stookinrichtingen werden vanaf 1901 in een eenvoudige werkplaats vervaardigd. De oprichters exploiteerden hun onderneming naast hun bestaande dienstverband; maar bij de groeiende omvang moesten zij kiezen; Nachenius keerde terug naar de suikerindustrie, naast C M Asselbergs kwam zijn oudste broer, C J Asselbergs (die in 1904 in de leiding wordt opgenomen). In 1909 volgde de zwager van C M Asselbergs en ingenieur J J van Dixhoorn (1879-1949). 
Het productiepakket werd aanvankelijk bepaald door leveringen rond de stooktechniek, zoals de vervaardiging van ventilatoren vanaf 1906. In de jaren twintig kwamen daar centrale verwarmingsinstallaties voor bedrijven en instellingen bij, een afdeling die snel aan belang won en waarvoor in 1938 een aparte nieuwe bedrijfsruimte kwam. De midden jaren twintig gestarte productie van koelkasten in samenwerking met de te Den Haag gevestigde Refrigator Maatschappij was kortstondig waarna Asselbergs en Nachenius tot circa 1932 hiermee verder gingen naar eigen octrooien. Eind jaren dertig konden stalen roostervloeren aan het assortiment toegevoegd worden. Inmiddels was de onderneming in 1921 omgezet in een nv met de drie firmanten (C M Asselbergs en C J Asselbergs en Van Dixhoorn) als aandeelhouder. Na het overlijden van medeoprichter C M Asselbergs in 1932 kwam een nieuwe generatie Asselbergs in de leiding. Heel groot was de onderneming toen niet en de crisis bracht aanvankelijk nog een verdere teruggang, van 25 werklieden in 1930 tot 12 in 1932. In 1939 volgde pas afscheid van het eigen stoombedrijf en werden de werkplaatsen geëlektrificeerd.

## Groei en teruggang
De wederopbouwperiode betekende volop werk en dus ook grote uitbreiding van de werkgelegenheid bij een industrieel toeleverancier als Asselbergs en Nachenius. In 1950 koopt het bedrijf een terrein aan de Van Rijckevorselstraat in het industriegebied de Belcrum. Naast de gewone ventilatoren (die deels in massa vervaardigd werden en vooral toepassing vonden in landbouwschuren) deed de vervaardiging van schroefventilatoren de intrede. Ook de afdeling centrale verwarming had het druk. Tot eind jaren zestig waren er geregeld bedrijfsuitbreidingen maar rond 1970 trad een kentering in, mede onder invloed van de algehele teruggang van de industrie. In 1972 werden 25 van de 300 werknemers ontslagen, in 1973 volgde overname door de Hollandsche Beton Groep (HBG). Er waren toen 265 werknemers, maar in 1976 verdwenen al weer 25 van de 255 overgebleven arbeidskrachten. Asselbergs en Nachenius werd onderdeel van de dochteronderneming Hollandsche Constructie Groep die in 2001 met de rest van de divisie overgenomen werd door GTI, toen het grootste installatiebedrijf van Nederland. De fabriek die al jaren met groot verlies draaide werd in de loop van 2002 gesloten. Er werkten toen 37 mensen. Uiteindelijk bleef de vervaardiging van ventilatoren over, maatwerk in dit geval. In 2012 volgde de overname van het restbedrijf door Rotodyne en de overplaatsing van de activiteiten naar het hoofdbedrijf, te Venray, onder naam Rotodyne Asselbergs.

## Trivia
In 1917 publiceerden c. j. Asselbergs en j. b. Nachenius, geautoriseerd door de Rijkskolendistributie dat de auteurs aanwees: Hoe bezuinig ik op mijn Brandstoffenverbruik?